# Mooi weer vandaag
Mooi weer vandaag (oorspronkelijke titel Home, 1970) van David Storey is een toneelstuk dat ogenschijnlijk begint als een simpel gesprek in het park tussen Max en Arnold. Ze lijken alledaagse zaken te bespreken, maar hun gesprek stokt voortdurend. Gaandeweg wordt duidelijk dat ze beiden opgenomen zijn in een psychiatrische kliniek. Pas als Max en Arnold de vrouwelijke patiënten Greta en Cathrien ontmoeten, komt er iets van de waarheid boven tafel. Blijkbaar zit niemand hier vrijwillig, er is de suggestie dat Max veroordeeld is vanwege het misbruik van minderjarigen, maar helemaal duidelijk wordt dat niet.
In 1971 beleefde Mooi weer vandaag een historische en geroemde voorstelling met Ko van Dijk jr. (Max), Paul Steenbergen (Arnold), Myra Ward (Greta), Anny de Lange (Cathrien) en Roelof den Ambtman (Fred), geregisseerd door Karl Guttmann, in een vertaling van Bert Voeten. De Haagse Comedie was de producent, later volgde een televisiebewerking van Berend Boudewijn waarin Anny de Lange vervangen werd door Enny Meunier.
In 2018 produceerde Hummelinck Stuurman Theaterbureau  dit stuk opnieuw. De rollen werden gespeeld door Bram van der Vlugt (Arnold), Bart Klever (Max), Nettie Blanken (Cathrien), Malou Gorter (Greta) en Marco Koot (Fred). Ook voor deze productie werd de vertaling van Bert Voeten gebruikt. De regie was in handen van Bruun Kuijt.